# Джанні Белла
Джанні Белла (італ. Gianni Bella; нар. 14 березня 1947, Катанія, Італія) — італійський кантауторе, композитор та гітарист. Брат співачки Марчелли Белли. Опублікував 35 альбомів, з яких 14 студійних, один концертний і 20 збірок.

## Біографія

### Початок
Джанні Белла народився на Сицилії у Катанії 14 березня 1947 року. Був співаком та гітаристом декількох катанських гуртів, коли наприкінці 1960-х років переїхав до північної Італії, супроводжуючи сестру Марчеллу, яка тоді робила свої перші кроки як співачка, після того як на одному з творчих вечерів на Сицилії її помітив відомий телеведучий Майк Бонджорно.
Саме для Марчелли Джанні склав свій перший успішний сингл «Hai ragione tu» разом зі співаком Італо Янне (на етикетці синглу його ім'я було скорочено, як «Дж. Белла»). У 1972 році Марчелла взяла участь у фестивалі в Сан-Ремо з піснею «Montagne verdi», написаної Джанні спільно з Джанкарло Бігацці. Текст пісні був написаний Бігацці спеціально для Марчелли, який думав про ностальгію дівчини, яка переїхала у Мілан, до гір навколо Катанії. Згодом, Марчелла казала, коли брат вперше зіграв їй на гітарі цю пісню, вона була трохи розчарована. Джанні це не сподобалося, після ночі обдумувань, наступного ранку Марчелла передумала.
Розпочате цього періоду художнє співробітництво Белли з композитором та текстярем Бігацці тривало протягом десятиліття. Разом вони написали для Марчелли хіти: «Sole che nasce, sole che muore» (1972), «Un sorriso e poi perdonami» (1972), «Io domani» (1973) і «Nessuno mai» (1974).
У той час коли Марчелла посіла своє місце серед найбільш успішних співаків Італії, Джанні, за допомогою того ж Бігацці, розпочав свою сольну кар'єру, і негайно отримав хороший результат на конкурсі «Un disco per l'estate» 1974 року з піснею «Più ci penso» (що лишалася в італійському «топ-10» з 3 серпня до 23 листопада 1974 року). Наступного року Белла знов взяв участь у цьому конкурсі з піснею «Oh mama», яка мала менший успіх. У той же час він продовжив свою композиторську діяльність разом зі своїм братом Антоніо Беллою, з яким він написав кілька пісень з помірним успіхом («Sto piangendo», «Cara», «Soli»), які увійшли до репертуару ансамблю «Beans». У 1976 році Белла брав участь у «Фестивальбарі» з піснею «Non si può morire dentro», яка очолювала чарти (композиція залишалася у «Топ-10» італійського чарту з 12 червня по 23 жовтня 1976 року, з 10 липня вона посідала першу сходинку, протримавшись на ній протягом десяти тижнів), пізніше він включив її у свій перший довгограючий альбом на платівці у 33 оберти «Sogni di un robot». У 1977 році Белла випустив свій другий альбом «Io canto e tu», а у 1978 році він повернувся на «Фестивальбар» з великим успіхом, виконавши «No», сингл, який пізніше був включений в довгограючий альбом «Toc toc»; наступним його альбомом став «Dolce uragano» 1980 року.

### 1980-ті роки
У 1980-х роках Белла продовжив свою діяльність як соліст, беручи участь у фестивалі в Сан-Ремо 1981 року з піснею «Questo amore non si tocca» і як автор пісень його сестри Марчелли, в результаті чого, за участю Могола, вийшов її міжнародний хіт «Nell'aria» (1983). Текст пісні був доволі сміливий і свідомо підкреслював сексуальний образ Марчелли, яка спершу відмовлялася його співати. І лише Джанні зміг заспокоїти її та переконати, що пісня завдяки її голосу може зазвучати надзвичайно проникливо.
Завжди працюючи з Марчеллою, він також записує сингл «L'ultima poesia» (1985), який отримав дуже хороші відгуки і був написаний спільно з Моголом. Джуліо Рапетті (Могол), по суті, стає текстярем і продюсером Джанні (їхня співпраця триває й донині). Ця співпраця стала дуже плідним та важливим періодом для Белли, протягом якої він став композитором для великої кількості інших артистів. Серед них був Джанні Моранді (якому він склав пісню «La mia nemica amatissima», представлену співаком на фестивалі в Сан-Ремо 1983 року, написану разом з його братом Розаріо Беллою) і Орнелла Ваноні. У той же час Белла працював з британським музикантом Джеффом Вестлі, з яким він спродюсував свої подальші записи «G.b.1» (1983), «Una luce» (1986) і «Due Red Hearts of Shame» (1988).

### 1990-ні роки

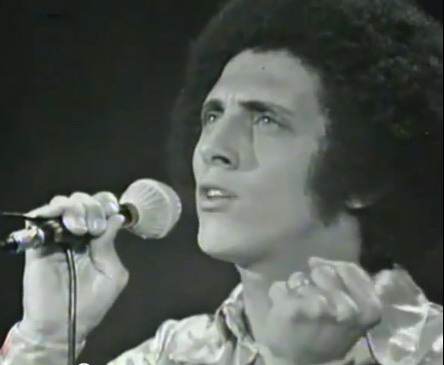
Джанні Белла на конкурсі «Canzonissima» (1974)

У 1990 році Белла вдруге брав участь у фестивалі в Сан-Ремо в парі зі своєю сестрою Марчеллою, отримавши хороший відгук з піснею «Verso l'ignoto», записаної в Лондоні, знову ж за участю Джеффа Вестлі. У 1991 році Белла знову з'явився в Сан-Ремо з піснею «La fila degli oleandri», взятої з однойменного альбому, спродюсованого Моголом. У наступному альбомі «Vocalist» 1994 року, записаним в Лос-Анджелесі, Белла співпрацював з такими всесвітньо відомим музикантами, як Френк Гамбале, Енцо Тодеско і Грегг Біссонетт. У 1998 році композитор записав у США з Марчеллою кілька пісень, «È un miracolo» і «Ama la vita», які відхилила відбіркова комісія фестивалю в Сан-Ремо, після чого вони були включені в альбом під назвою «Нарешті разом» («Finalmente insieme»), що інтерпретувалось, як: «нарешті брат та сестра разом».
Наприкінці 1990-х років Белла створив один з найбільших хітів в кар'єрі Адріано Челентано: «L'emozione non ha voce», завдяки цій пісні альбом співака «Io non so parlar d'amore» два роки входив у «Топ-50» італійського чарту. У постійному дуеті з Моголом, Белла склав більшість пісень альбомів Челентано: «Esco di rado e parlo ancora meno» (2000), «Per sempre» (2002), «C'è sempre un motivo» (2004) і «Dormi amore, la situazione non è buona» (2007).

### 2000-ні роки
Композиторська діяльність Джанні Белли у 2000-х роках також торкалася телебачення. Фактично, він був автором саундтреків до таких телевізійних драм, як «Uno bianca» (2001) і «Il testimone» (2001), а також деяких фільмів, таких як «Коротка ніч» (2006).
У 2001 році Белла взяв участь у фестивалі в Сан-Ремо з піснею «Il profumo del mare», а у 2007 році, виступив разом з сестрою Марчеллою, з синглом «Forever per sempre», що мав високі продажі. Пізніше вийшов однойменний «Forever per sempre», який став другим спільним альбом Джанні та Марчелли.

### Інсульт (2010)
15 січня 2010 року з артистом трапився інсульт, і його було поміщено до лікарні Сан-Джорджо у Феррарі, спеціалізованого реабілітаційного центру. У «Facebook» було створено спеціальну сторінку, на якій за декілька годин зареєструвалося майже 4.000 учасників, що свідчить про незмінну любов та повагу до кантауторе з боку його публіки.
Після перебування у лікарні протягом семи місяців, Беллу було виписано у зв'язку зі значним покращенням стану здоров'я, і він негайно приступив до праці, щоб, спільно зі своїм другом Моголом та з британським піаністом, аранжувальником та продюсором Джеффом Вестлі, закінчити театральну постановку «Storia di una capinera», за однойменним романом Джованні Верги, ця праця була розпочата у 2006 році.
У 2011 році пісня Белли «Rinascimento», написана разом з Моголом незадовго до його проблем зі здоров'ям, була виконана Джанні Моранді на фестивалі в Сан-Ремо в знак поваги до нього.
У 2014 році, одужавши, Белла написав першу автобіографічну пісню. Текст пісні, складений Стефано П'єроні, опосередковано торкався не лише історії життя композитора але й епізоду його хвороби. Пісня була представлена сестрою композитора Марчеллою для фестивалю в Сан-Ремо 2015 року, але відбіркова комісія її відхилила.

### Акція вшанування (2015)
8 березня 2015 року в міланському театрі «Dal Verme» відбувся вечірній захід, організований Марчеллою Беллою, на честь її брата Джанні. У концерті під назвою «Прекрасний вечір … для тебе, Джанні» («Una serata Bella… Per te Gianni») взяли участь артисти, які довгий час були близькі для Марчелли та Джанні, такі як Лоредана Берте, Умберто Тоцці, Маріо Біонді, Маріо Лавецці, а також деякі «нові голоси» італійської сцені, такі як Анналіза і Дебора Юрате. Метою заходу було продемонструвати публіці, починаючи з найперших композицій, кар'єру Джанні Белли, враховуючи при цьому про пісні, написані для інших артистів, які принесли їм успіх, в першу чергу Адріано Челентано; та безліч дуетів, які Марчелла виконувала протягом життя разом з іншими артистами. 9 червня 2015 року концерт транслювався у прайм-тайм телеканалу «Rete 4», зібравши глядацьку аудиторію вище загальносередньої по мережі.

## Особисте життя
Джанні Белла є старшим братом співачки Марчелли Белли. У нього є дружина Паола, від якої має двох дочок: К'яру і Наззарену.
Разом з Моголом, Джанні Моранді і Андреа Мінгарді, Белла є одним із засновників футбольної команди «National Singers», що складається з італійських співаків.

## Італійська дискографія
| 45 обертів - 1974 — Più ci penso / L'arancia non è blu (Derby, DBR 2339) - 1974 — Guarda che ti amo / Siamo marinai (Derby, DBR 2832) - 1975 — Oh mama / Eppure più bella (Derby, DBR 3246) - 1976 — Non si può morire dentro / T'amo (Derby, DBR 4161) - 1977 — Io canto e tu / Me ne andrò (Derby, DBR 5255) - 1978 — No / Sei (CGD, 10091) - 1978 — Toc toc / Basta (CGD, 10131) - 1980 — Dolce uragano / Fondersi (CGD, 10273) - 1981 — Questo amore non si tocca / Agatì (CGD, 10316) - 1983 — Il patto / Fiocco rosso (CGD, 10457) - 1985 — L'ultima poesia / Alla pari (з Марчеллою Беллою) (CBS, A 6315) - 1988 — Due cuori rossi di vergogna / Playback (Polydor, 887 390-7) - 1990 — Verso l'ignoto (з Марчеллою) / Pianeti (Dischi Ricordi, SRL 11070) - 1991 — La fila degli oleandri / Un uomo colorato (Fonit-Cetra, SP 1897) CD сингли - 1994 — Belladonna (з Джино Ванеллі) (Ricordi) (promozionale) - 1997 — Non si può morire dentro / Più ci penso (CGD East West/Warner Music) - 1998 — È un miracolo (з Марчеллою) / Belladonna (Pull Music) - 2001 — Il profumo del mare (SDC/Sony Music) - 2007 — Forever per sempre (з Марчеллою Беллою) (Nuova Gente/Universal Music) - 2007 — Vendetta tremenda vendetta (з Марчеллою Беллою) (Nuova Gente/Universal Music) | - 1974 — Guarda che ti amo (Derby, DBR 69099) - 1976 — Sogni di un robot (Derby, DBR 81254) - 1977 — Io canto e tu (Derby, DBR 82150) - 1978 — Toc toc (CGD, 20105) - 1980 — Dolce uragano (CGD, 20222) - 1981 — Questo amore… (CGD) - 1983 — G.b.1 — Nuova gente (Avventura, ZPLAV 34188) - 1984 — G.b.2 (Avventura) - 1986 — Una luce (RCA Italiana) - 1988 — Due cuori rossi di vergogna (Polydor) - 1988 — Gianni Bella - 1991 — La fila degli oleandri (Fonit Cetra) - 1994 — Vocalist (Fonit Cetra) - 1998 — Finalmente insieme (з Марчеллою Беллою) (Pull/Fuego) - 2001 — Il profumo del mare (SDC/Sony Music) - 2007 — Forever per sempre (з Марчеллою Беллою) (Nuova Gente/Universal Music) |

### Збірки
| - 1977 — Ritratto di…Gianni Bella (Derby) - 1979 — In compagnia di…Gianni Bella (CGD) - 1983 — Prima dell'avventura (CGD) - 1985 — Gianni Bella (CGD) - 1986 — Marcella e Gianni Bella (Марчелла Белла і Джанні Белла) (CGD) - 1996 — Non si può morire dentro (Tring/Pull Music) - 1998 — Gianni Bella (D.V. More Record) - 1998 — Non si può morire dentro — Il meglio (MR Music/D.V. More Record) - 1999 — Gianni Bella - 2000 — Gianni Bella (ITWHY) - 2000 — Gianni Bella (Warner Fonit/Nuova Fonit Cetra) - 2000 — Gianni Bella (Duck Record) - 2001 — Non si può morire dentro…e altri successi (CGD East West/Warner Music) - 2004 — Il meglio (Марчелла Белла і Джанні Белла) (MR Music/D.V. More Record) - 2005 — E' un miracolo (Pull Records/SM) - 2005 — Marcella e Gianni Bella (Марчелла Белла і Джанні Белла) (ITWHY) - 2005 — Gianni Bella (Duck Record) - 2006 — Le più belle canzoni di Gianni Bella (Warner Music) - 2007 — Tutto Bella — Camminando e cantando (Марчелла Белла і Джанні Белла) (Rhino Records/Warner Music) - 2009 — Antologia (Марчелла Белла і Джанні Белла) (Linea S.r.l./Venus) - 2016 — Playlist (Rhino Records/Warner Music) - 2018 — Marcella e Gianni Bella — The Best I Miti Anni 60-70 (The Saifam Group Srl) | Концертні - 1992 — Gianni Bella live (Fonit Cetra) - 1996 — Grandi successi — live (Duck Record) Співробітництво - 1987 — Una luce (з Лореттою Ґоджі) (Warner Music) - 1991 — Per la gloria (з Маріо Лавецці, Ріккардо Коччанте, Джулією Комбо, Манго та Рафом) (Fonit Cetra) |

### Чарти
| Рік  | Назва                     | Найвища Позиція |
| ---- | ------------------------- | --------------- |
| 1974 | Più ci penso              | 2               |
| 1976 | Non si può morire dentro  | 1               |
| 1977 | Io canto e tu             | 7               |
| 1978 | No                        | 7               |
| 1978 | Toc toc                   | 16              |
| 1980 | Dolce uragano             | 7               |
| 1981 | Questo amore non si tocca | 14              |
| 1985 | L'ultima poesia           | 6               |
| 1990 | Verso l'ignoto            | 7               |
| 2007 | Forever per sempre        | 14              |

| Рік  | Назва               | Найвища Позиція |
| ---- | ------------------- | --------------- |
| 1976 | Sogni di un robot   | 12              |
| 1977 | Io canto e tu       | 21              |
| 1978 | Toc toc             | 18              |
| 1980 | Dolce uragano       | 26              |
| 1983 | G.b.1 — Nuova gente | 22              |
| 2007 | Forever per sempre  | 70              |

## Закордонна дискографія
| Аргентина - 1976 — Si de amor ya no se muere (algo en mi se morirà) / Non si può morire dentro (Epic) - 1978 — No / Eres (Epic) Бразилія - 1978 — Toc toc / Amico gay (Epic) Чилі - 1976 — De amor ya no se muere / Non si può morire dentro (CBS) - 1978 — Toc toc / Estas (CBS) - 1978 — No / Sufficiente (CBS) - 1979 — No, Yo canto y tu / Estas, De amor ya no se muere (CBS) - 1980 — Derretirse / Dulce huracan (CBS) - 1980 — Dulce huracan / Fondersi (CBS) Греція - 1976 — Non si può morire dentro / T'amo (CBS) Нідерланди - 1976 — Non si può morire dentro / T'amo (CBS) - 1985 — L'ultima poesia / Alla pari (з Марчеллою Беллою) (CBS) Перу - 1977 — De amor ya no se muere / Te amo (CBS) Португалія - 1976 — Non si può morire dentro / T'amo (CBS) - 1978 — Toc toc / Basta (CBS) Іспанія - 1976 — De amor ya no se muere / Te amo (CBS) - 1977 — Yo canto y tu / Me marchare por amor (CBS) - 1978 — No / Esta (CBS) - 1980 — Dulce huracan / Fondersi (Epic) | Аргентина - 1978 — No (Epic) Чилі - ? — Grandes exitos en vivo (Dream) Японія - 1977 — Io canto e tu Нідерланди - 1979 — Toc toc (CBS) Іспанія - 1976 — De amor ya no se muere (CBS) - 1977 — Yo canto y tu (CBS) - 1978 — No (Epic) - 1996 — Bella dama (Konga Music) - ? — Sus éxitos en español |

| - 1981: Questo amore non si tocca; фіналіст - 1990: Verso l'ignoto (з Марчеллою Беллою); 4º місце з іншими учасниками - 1991: La fila degli oleandri; 19º місце - 2001: Il profumo del mare; 12º місце - 2007: Forever per sempre (з Марчеллою Беллою); 11º місце разом з іншими учасниками - 2011: Rinascimento (виконана Джанні Моранді); поза конкурсом | - 1974: Più ci penso - 1975: Oh mama - 1976: Non si può morire dentro (1º місце) - 1977: Io canto e tu - 1978: No - 1980: Dolce uragano - 1983: Nuova gente - 1985: L'ultima poesia (з Марчеллою Беллою) (гість) |

## Участь уUn disco per l'estate
- 1974: Più ci penso
- 1976: Non si può morire dentro
- 1977: Io canto e tu
- 1980: Dolce uragano
- 1985: L'ultima poesia (з Марчеллою Беллою)
- 1988: Due cuori rossi di vergogna

## Основні пісні, написані Джанні Беллою для інших виконавців
| Рік  | Назва                          | Автор тексту                      | Автор музики                     | Виконавець                     |
| ---- | ------------------------------ | --------------------------------- | -------------------------------- | ------------------------------ |
| 1971 | Hai ragione tu                 | Джанкарло Бігацці                 | Джанні Белла                     | Марчелла Белла                 |
| 1972 | Montagne verdi                 | Джанкарло Бігацці                 | Джанні Белла                     | Марчелла Белла                 |
| 1972 | Tu insieme a lei               | Джанні Белла                      | Джанні Белла                     | Марчелла Белла                 |
| 1972 | Sole che nasce, sole che muore | Джанкарло Бігацці                 | Джанні Белла                     | Марчелла Белла                 |
| 1972 | Un sorriso e poi perdonami     | Джанкарло Бігацці                 | Джанні Белла                     | Марчелла Белла                 |
| 1973 | Io domani                      | Джанкарло Бігацці                 | Джанні Белла                     | Марчелла Белла                 |
| 1973 | Mi…ti…amo                      | Джанкарло Бігацці                 | Джанні Белла                     | Марчелла Белла                 |
| 1974 | Nessuno mai                    | Джанкарло Бігацці                 | Джанні Белла                     | Марчелла Белла                 |
| 1974 | L'avvenire                     | Джанкарло Бігацці                 | Джанні Белла                     | Марчелла Белла                 |
| 1974 | Prigioniera                    | Антоніо Белла                     | Джанні Белла                     | Марчелла Белла                 |
| 1975 | E quando                       | Джанкарло Бігацці і Антоніо Белла | Джанні Белла                     | Марчелла Белла                 |
| 1975 | Negro                          | Джанкарло Бігацці                 | Джанні Белла                     | Марчелла Белла                 |
| 1975 | E tu chi sei                   | Джанкарло Бігацці                 | Джанні Белла                     | Марчелла Белла                 |
| 1975 | L'anima dei matti              | Джанкарло Бігацці                 | Джанні Белла                     | Марчелла Белла                 |
| 1976 | Impazzire ti farò              | Джанкарло Бігацці                 | Джанні Белла                     | Марчелла Белла                 |
| 1976 | Abbracciati                    | Джанкарло Бігацці                 | Джанні Белла                     | Марчелла Белла                 |
| 1976 | Io sono di nessuno             | Джанкарло Бігацці                 | Джанні Белла                     | Марчелла Белла                 |
| 1976 | Sto piangendo                  | Антоніо Белла                     | Джанні Белла                     | Beans                          |
| 1977 | Femmina                        | Джанкарло Бігацці                 | Джанні Белла                     | Марчелла Белла                 |
| 1977 | Non mi importa più             | Джанкарло Бігацці                 | Джанні Белла                     | Марчелла Белла                 |
| 1977 | Cara                           | Антоніо Белла                     | Джанні Белла                     | Beans                          |
| 1978 | Soli                           | Антоніо Белла                     | Джанні Белла                     | Beans                          |
| 1979 | La mia faccia                  | Антоніо Белла                     | Джанні Белла                     | Марчелла Белла                 |
| 1979 | Quando il cielo                | Антоніо Белла                     | Джанні Белла                     | Марчелла Белла                 |
| 1979 | Lady anima                     | Джанкарло Бігацці і Джанні Белла  | Джанкарло Бігацці і Джанні Белла | Марчелла Белла                 |
| 1980 | Innamorarsi                    | Джанкарло Бігацці                 | Джанні Белла                     | Орнелла Ваноні                 |
| 1981 | Pensa per te                   | Джанкарло Бігацці                 | Джанні Белла                     | Марчелла Белла                 |
| 1981 | Marinaio                       | Могол                             | Джанні Белла                     | Джанні Моранді                 |
| 1982 | Nuova gente                    | Могол                             | Джанні Белла                     | Міа Мартіні                    |
| 1982 | Problemi                       | Могол                             | Джанні Белла                     | Марчелла Белла                 |
| 1982 | Uomo mio                       | Могол                             | Джанні Белла                     | Марчелла Белла                 |
| 1982 | Il patto                       | Могол                             | Джанні Белла                     | Марчелла Белла                 |
| 1983 | Nell'aria                      | Могол                             | Джанні Белла                     | Марчелла Белла                 |
| 1983 | La battaglia                   | Могол                             | Джанні Белла                     | Марчелла Белла                 |
| 1983 | La mia nemica amatissima       | Могол                             | Джанні Белла і Джанні Моранді    | Джанні Моранді                 |
| 1983 | Tu e non tu                    | Могол                             | Джанні Белла і Розаріо Белла     | Джанні Моранді                 |
| 1984 | Nel mio cielo puro             | Могол                             | Джанні Белла                     | Марчелла Белла                 |
| 1984 | Alla pari                      | Могол                             | Джанні Белла                     | Марчелла Белла                 |
| 1986 | Senza un briciolo di testa     | Могол                             | Джанні Белла                     | Марчелла Белла                 |
| 1987 | Tanti auguri                   | Джино Паолі і Джанні Белла        | Джино Паолі і Джанні Белла       | Марчелла Белла                 |
| 1987 | Per il riso, per il pianto     | Джино Паолі і Джанні Белла        | Джино Паолі і Джанні Белла       | Марчелла Белла                 |
| 1987 | Il ponte                       | Могол                             | Джанні Белла                     | Джанні Моранді                 |
| 1988 | Dopo la tempesta               | Альберто Салерно                  | Джанні Белла                     | Марчелла Белла                 |
| 1990 | Mi domando                     | Могол                             | Джанні Белла                     | Марчелла Белла                 |
| 1995 | Adulele                        | Тото Кутуньйо і Джанні Белла      | Тото Кутуньйо                    | Тото Кутуньйо                  |
| 1999 | L'emozione non ha voce         | Могол                             | Джанні Белла                     | Адріано Челентано              |
| 1999 | Gelosia                        | Могол                             | Джанні Белла                     | Адріано Челентано              |
| 1999 | L'arcobaleno                   | Могол                             | Джанні Белла                     | Адріано Челентано              |
| 1999 | Qual è la direzione            | Могол                             | Джанні Белла                     | Адріано Челентано              |
| 1999 | L'uomo di cartone              | Могол                             | Джанні Белла                     | Адріано Челентано              |
| 1999 | Le pesche d'inverno            | Могол                             | Джанні Белла                     | Адріано Челентано              |
| 2000 | Per Averti                     | Могол                             | Джанні Белла                     | Адріано Челентано              |
| 2000 | Apri Il Cuore                  | Могол і Кеопе                     | Джанні Белла і Розаріо Белла     | Адріано Челентано              |
| 2000 | Lago Rosso                     | Могол                             | Джанні Белла                     | Адріано Челентано              |
| 2000 | Quello Che Non Ti Ho Detto Mai | Могол                             | Джанні Белла                     | Адріано Челентано              |
| 2000 | Ti prenderò                    | Могол                             | Джанні Белла                     | Адріано Челентано              |
| 2000 | Tir                            | Могол                             | Джанні Белла і Розаріо Белла     | Адріано Челентано              |
| 2000 | Se tu mi tenti                 | Могол                             | Джанні Белла                     | Адріано Челентано              |
| 2000 | Africa                         | Могол                             | Джанні Белла і Розаріо Белла     | Адріано Челентано              |
| 2002 | Fa chic                        | Джанкарло Бігацці                 | Джанні Белла                     | Марчелла Белла                 |
| 2002 | Confessa                       | Могол                             | Джанні Белла                     | Адріано Челентано              |
| 2002 | Mi fa male                     | Могол                             | Джанні Белла                     | Адріано Челентано              |
| 2002 | Più di un sogno                | Могол                             | Джанні Белла                     | Адріано Челентано              |
| 2002 | Per sempre                     | Стефано П'єроні                   | Джанні Белла                     | Адріано Челентано              |
| 2002 | Una luce intermittente         | Могол                             | Джанні Белла                     | Адріано Челентано              |
| 2002 | Respiri di vita                | Могол                             | Джанні Белла                     | Адріано Челентано              |
| 2002 | Dimenticare e ricominciare     | Могол                             | Джанні Белла                     | Адріано Челентано              |
| 2002 | Pensieri nascosti              | Могол                             | Джанні Белла                     | Адріано Челентано              |
| 2002 | Radio Chick                    | Могол                             | Джанні Белла                     | Адріано Челентано              |
| 2004 | Quando l'aria mi sfiora        | Могол                             | Джанні Белла                     | Массімо Модуньйо і Gipsy Kings |
| 2004 | Un angelo legato a un palo     | Могол і Розаріо Белла             | Джанні Белла                     | Veruska                        |
| 2004 | Ancora vivo                    | Могол                             | Джанні Белла                     | Адріано Челентано              |
| 2004 | Marì Marì                      | Могол                             | Джанні Белла                     | Адріано Челентано              |
| 2004 | Verità da marciapiede          | Могол                             | Джанні Белла і Розаріо Белла     | Адріано Челентано              |
| 2004 | L'ultima donna che amo         | Могол                             | Джанні Белла                     | Адріано Челентано              |
| 2004 | In quale vita                  | Могол і Адріано Челентано         | Джанні Белла                     | Адріано Челентано              |
| 2004 | Proibito                       | Могол                             | Джанні Белла                     | Адріано Челентано              |
| 2005 | Uomo bastardo                  | Стефано П'єроні                   | Джанні Белла                     | Марчелла Белла                 |
| 2005 | La regina del silenzio         | Ренато Дзеро                      | Джанні Белла                     | Марчелла Белла                 |
| 2007 | Dormi amore                    | Могол                             | Джанні Белла                     | Адріано Челентано              |
| 2007 | Hai bucato la mia vita         | Могол                             | Джанні Белла                     | Адріано Челентано              |
| 2007 | Vorrei sapere                  | Могол                             | Джанні Белла і Розаріо Белла     | Адріано Челентано              |
| 2007 | Fascino                        | Могол                             | Джанні Белла                     | Адріано Челентано              |
| 2007 | I tuoi artigli                 | Могол                             | Джанні Белла                     | Адріано Челентано              |
| 2011 | Rinascimento                   | Могол                             | Джанні Белла                     | Джанні Моранді                 |